# Choquinha-estriada
Choquinha-estriada, formigueirinho-guianense ou choquinha-estriada-da-guiana (nome científico: Myrmotherula surinamensis) é uma espécie de ave pertencente à família dos tamnofilídeos. Pode ser encontrada no sul da Venezuela, Suriname, Guiana, Guiana Francesa e norte do Brasil, ao norte do Rio Negro e do rio Amazonas.

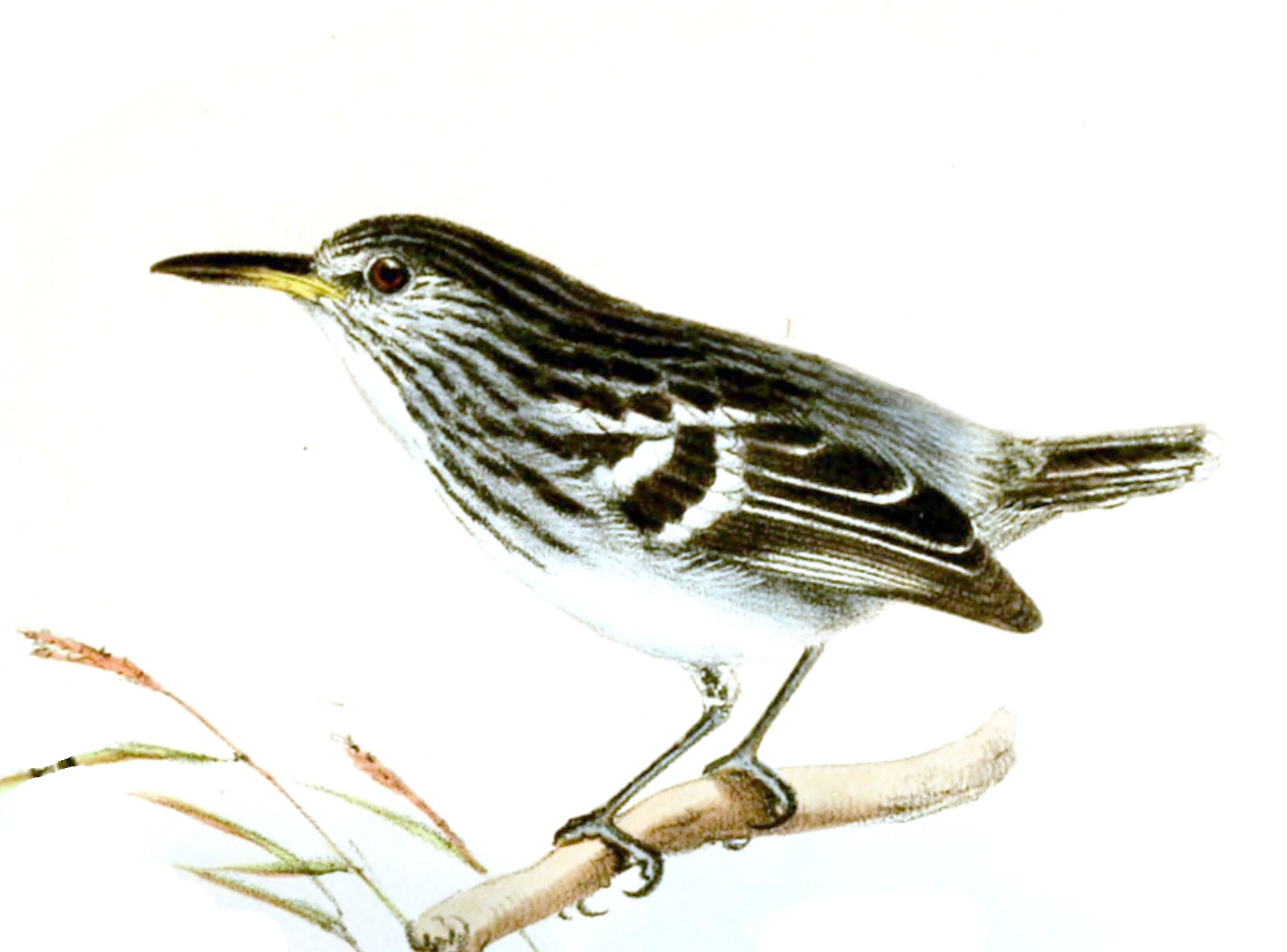